# Байгетобе
Байгетобе́ (каз. Бәйгетөбе) — село у складі Макатського району Атирауської області Казахстану. Адміністративний центр Байгетобинського сільського округу.
У радянські часи існувало село Байгатюбе біля смт Макат. Пізніше воно було включене безпосередньо до складу селища. 2013 року зі складу селища Макат виділяється село Байгетобе, утворюється Байгетобинський сільський округ.
Населення — 1577 осіб (2021).